# Commander
"Commander" este o piesă înregistrată de artista americană Kelly Rowland care se află pe albumul cu numele artistei, fiind al treilea album al ei. Piesa a fost lansată la casa de discuri Universal Motown.
DJ-ul și producătorul francez David Guetta a produs pulsațiile din timpul melodiei care amestecă genurile R&B, electronica și house.
În topurile mondiale, discul a obținut poziții de top 40 în Belgia (#5), Scoția (#10), Slovacia (#2), Regatul Unit (#9), Irlanda (#15), Noua Zeelandă (#20) și Suedia (#37).
A activat mai bine în topurile dance din SUA și Regatul Unit unde a obținut pozițiile 1, respectiv 2.